# Hyphessobrycon gracilior
Hyphessobrycon gracilior är en fiskart som beskrevs av Géry, 1964. Hyphessobrycon gracilior ingår i släktet Hyphessobrycon och familjen Characidae. Inga underarter finns listade i Catalogue of Life.